# Vlag van Gendt

Vlag van de gemeente Gendt
(1965-2001)

De vlag van Gendt is het gemeentelijk dundoek van de voormalige gemeente Gendt in de Nederlandse provincie Gelderland. De vlag werd op 22 maart 1965 per raadsbesluit aangenomen.
De beschrijving luidt:
Over de broekdiagonaal gedeeld van blauw en geel, met op het midden van de vlag een rechte geopende toren met een hoogte van 2/3 van de vlaghoogte, verlicht van het veld, van het een in het ander.
Het vlagbeeld is afgeleid van dat van het gemeentewapen; het ontwerp was van de Stichting voor Banistiek en Heraldiek.
Op 1 januari 2001 is Gendt opgegaan in de gemeente Lingewaard, waarmee de vlag als gemeentevlag kwam te vervallen. Tot 1 januari 2003 droeg de nieuwe gemeente de naam Bemmel.

## Verwante afbeeldingen

Wapen van Gendt
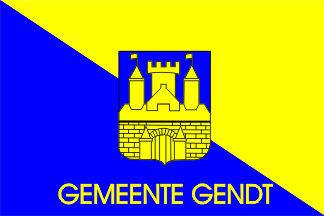
Oude onofficiële vlag (tot 1965)

Ammerzoden 
· Angerlo 
· Batenburg 
· Beesd 
· Bemmel 
· Bergh 
· Bergharen 
· Beusichem 
· Borculo 
· Brakel 
· Didam 
· Dinxperlo 
· Dodewaard 
· Dreumel 
· Echteld 
· Eibergen 
· Elst 
· Ewijk 
· Geldermalsen 
· Gendringen 
· Gendt 
· Gorssel 
· Groenlo 
· Groesbeek 
· Hedel 
· Heerewaarden 
· Hemmen 
· Hengelo 
· Herwen en Aerdt 
· Heteren 
· Heukelum 
· Hoevelaken 
· Horssen 
· Huissen 
· Hummelo en Keppel 
· Hurwenen 
· Kerkwijk 
· Kesteren 
· Laren 
· Lichtenvoorde 
· Lienden 
· Lingewaal 
· Maurik 
· Millingen aan de Rijn 
· Neede 
· Neerijnen 
· Overasselt 
· Rijnwaarden 
· Rossum 
· Ruurlo 
· Steenderen 
· Ubbergen 
· Valburg 
· Vorden 
· Wadenoijen 
· Wamel 
· Warnsveld 
· Wehl 
· Wisch 
· Zelhem 
· Zoelen